# Nahuelonyx nasutus
Nahuelonyx nasutus is een hooiwagen uit de familie Triaenonychidae.